# Liga de Diamante 2017
La Liga de Diamante 2017 fue la octava edición del evento organizado por la IAAF, que entregó el Trofeo de diamante a cada uno de los atletas ganadores de las 32 disciplinas atléticas repartidas en categorías masculina y femenina, después de catorce reuniones alrededor del mundo.

## Reglas
A partir de esta edición las reglas de la Liga de Diamante fueron las siguientes:
- Eran catorce las reuniones que se celebraron en la Liga de Diamante. Las pruebas que otorgaban puntos tenían lugar seis veces (100 m, 200 m, 400 m, 800 m, 1500 m, carreras de vallas, salto de altura, salto con pértiga) o cuatro veces (5000 m, 3000 m obstáculos, 400 m vallas, salto de longitud, triple salto, lanzamientos) antes de las finales a lo largo de la temporada.
- Doce de esas reuniones sirvieron de clasificación para las últimas dos del calendario (Zúrich y Bruselas), en las que tuvieron lugar las finales de las pruebas.
- En las primeras doce reuniones se repartieron puntos para clasificar a la final de cada prueba. Se adjudicaron ocho puntos al primer puesto, siete al segundo y así sucesivamente hasta otorgar un punto al octavo puesto.
- Para la final de cada prueba, celebradas en las últimas dos reuniones, participaron los primeros siete, ocho o doce atletas (según la modalidad) que acumularon más puntos para disputar el Trofeo de diamante y premios en efectivo. En caso de empate se decidió por el mejor registro en la fase de clasificación.
- Debido a la suspensión de la Federación Rusa de Atletismo como miembro  de la IAAF, los atletas de dicha nacionalidad se encontraban excluidos de participar en la Liga de Diamante, aunque algunos atletas compitieron bajo bandera neutral al haber obtenido un permiso especial de la entidad.[3]

## Calendario

### Reuniones clasificatorias
| Fecha        | Nombre                                                  | Estadio                          | Ciudad     | País           |
| ------------ | ------------------------------------------------------- | -------------------------------- | ---------- | -------------- |
| 5 de mayo    | Doha Diamond League                                     | Estadio Hamad Bin Suhaim         | Doha       | Catar          |
| 13 de mayo   | IAAF Diamond League Shanghai                            | Estadio de Shanghái              | Shanghái   | China          |
| 27 de mayo   | Prefontaine Classic                                     | Hayward Field                    | Eugene     | Estados Unidos |
| 8 de junio   | Golden Gala Pietro Mennea                               | Estadio Olímpico de Roma         | Roma       | Italia         |
| 15 de junio  | ExxonMobile Bislett Games                               | Estadio Bislett                  | Oslo       | Noruega        |
| 18 de junio  | Bauhaus-Galan                                           | Estadio Olímpico de Estocolmo    | Estocolmo  | Suecia         |
| 1 de julio   | Meeting de Paris                                        | Stade Charléty                   | París      | Francia        |
| 6 de julio   | Athletissima                                            | Stade Olympique de la Pontaise   | Lausana    | Suiza          |
| 9 de julio   | London Anniversary Games                                | Estadio Olímpico de Londres      | Londres    | Reino Unido    |
| 16 de julio  | Meeting International Mohammed VI D'Athletisme de Rabat | Estadio Príncipe Moulay Abdellah | Rabat      | Marruecos      |
| 21 de julio  | Herculis                                                | Estadio Louis II                 | Mónaco     | Mónaco         |
| 20 de agosto | Birmingham Diamond League                               | Alexander Stadium                | Birmingham | Reino Unido    |

### Finales
| Fecha           | Nombre                          | Estadio              | Ciudad   | País    |
| --------------- | ------------------------------- | -------------------- | -------- | ------- |
| 24 de agosto    | Weltklasse Zürich               | Letzigrund Stadium   | Zúrich   | Suiza   |
| 1 de septiembre | AG Insurance Memorial Van Damme | Estadio Rey Balduino | Bruselas | Bélgica |

## Posiciones

### Fase de clasificación
A continuación los primeros tres atletas que encabezaron las tablas de clasificación según los puntos acumulados en las reuniones.

#### Masculino
| Prueba                  | # Reuniones | 1º                  | Pts. | 2º                | Pts. | 3º                | Pts. |
| ----------------------- | ----------- | ------------------- | ---- | ----------------- | ---- | ----------------- | ---- |
| 100 m                   | 6           | Andre De Grasse     | 25   | Ben Youssef Meité | 24   | Akani Simbine     | 20   |
| 200 m                   | 6           | Ameer Webb          | 38   | Andre De Grasse   | 16   | Ramil Guliyev     | 16   |
| 400 m                   | 6           | Baboloki Thebe      | 35   | Vernon Norwood    | 19   | Wayde van Niekerk | 16   |
| 800 m                   | 6           | Nijel Amos          | 32   | Kipyegon Bett     | 29   | Adam Kszczot      | 21   |
| 1500 m                  | 6           | Elijah Manangoi     | 30   | Timothy Cheruiyot | 25   | Aman Wote         | 15   |
| 5000 m                  | 4           | Yomif Kejelcha      | 19   | Muktar Edris      | 19   | Joshua Cheptegei  | 16   |
| 3000 m obs.             | 4           | Soufiane El Bakkali | 23   | Jairus Birech     | 20   | Amos Kirui        | 15   |
| 110 m vallas            | 6           | Sergey Shubenkov    | 29   | Aries Merritt     | 27   | Orlando Ortega    | 26   |
| 400 m vallas            | 4           | Yasmani Copello     | 19   | Rasmus Mägi       | 17   | Karsten Warholm   | 16   |
| Salto de altura         | 6           | Mutaz Essa Barshim  | 40   | Robbie Grabarz    | 23   | Andriy Protsenko  | 19   |
| Salto con pértiga       | 6           | Sam Kendricks       | 32   | Renaud Lavillenie | 31   | Shawn Barber      | 25   |
| Salto de longitud       | 4           | Ruswahl Samaii      | 26   | Luvo Manyonga     | 16   | Jarrion Lawson    | 15   |
| Triple salto            | 4           | Christian Taylor    | 31   | Will Claye        | 20   | Alexis Copello    | 20   |
| Lanzamiento de peso     | 4           | Ryan Crouser        | 31   | Tom Walsh         | 22   | David Storl       | 13   |
| Lanzamiento de disco    | 4           | Daniel Ståhl        | 29   | Philip Milanov    | 25   | Fedrick Dacres    | 22   |
| Lanzamiento de jabalina | 4           | Thomas Röhler       | 30   | Johannes Vetter   | 28   | Jakub Vadlejch    | 25   |

#### Femenino
| Prueba                  | # Reuniones | 1º                     | Pts. | 2º                 | Pts. | 3º                   | Pts. |
| ----------------------- | ----------- | ---------------------- | ---- | ------------------ | ---- | -------------------- | ---- |
| 100 m                   | 6           | Elaine Thompson        | 40   | Marie-Josée Ta Lou | 34   | Blessing Okagbare    | 22   |
| 200 m                   | 6           | Dafne Schippers        | 28   | Marie-Josée Ta Lou | 24   | Murielle Ahouré      | 15   |
| 400 m                   | 6           | Novlene Williams-Mills | 34   | Natasha Hastings   | 25   | Courtney Okolo       | 23   |
| 800 m                   | 6           | Francine Niyonsaba     | 36   | Caster Semenya     | 32   | Margaret Wambui      | 20   |
| 1500 m                  | 6           | Angelika Chichoka      | 27   | Winny Chebet       | 23   | Rababe Arafi         | 22   |
| 5000 m                  | 4           | Hellen Obiri           | 29   | Margaret Kipkemboi | 13   | Letesenbet Gidey     | 12   |
| 3000 m obs.             | 4           | Hyving Kiyeng          | 15   | Beatrice Chepkoech | 15   | Norah Jeruto         | 15   |
| 100 m vallas            | 6           | Sharicka Nelvis        | 31   | Kendra Harrison    | 24   | Christina Manning    | 21   |
| 400 m vallas            | 4           | Zuzana Hejnová         | 25   | Eilidh Doyle       | 17   | Ashley Spencer       | 16   |
| Salto de altura         | 6           | María Lasitskene       | 48   | Kamila Lićwinko    | 28   | Vashti Cunningham    | 19   |
| Salto con pértiga       | 6           | Yarisley Silva         | 34   | Katerina Stefanidi | 32   | Sandi Morris         | 20   |
| Salto de longitud       | 4           | Tianna Bartoletta      | 29   | Daria Klishina     | 17   | Lorraine Ugen        | 16   |
| Triple salto            | 4           | Caterine Ibargüen      | 31   | Kimberly Williams  | 24   | Olga Rypakova        | 20   |
| Lanzamiento de peso     | 4           | Anita Márton           | 25   | Gong Lijiao        | 24   | Yuliya Leantsiuk     | 16   |
| Lanzamiento de disco    | 4           | Sandra Perković        | 31   | Yaimí Pérez        | 25   | Denia Caballero      | 23   |
| Lanzamiento de jabalina | 4           | Barbora Špotáková      | 28   | Sara Kolak         | 21   | Tatsiana Khaladovich | 18   |

### Finales
A continuación los atletas clasificados y los resultados de las finales de la Liga de Diamante (entre paréntesis los puntos obtenidos durante la fase de clasificación).
- = Ganador del «Trofeo de diamante».

#### Finales en Zúrich

##### Masculino
| Pos. | Atleta                 | Marca |
| ---- | ---------------------- | ----- |
| 1    | Chijindu Ujah (18)     | 9,97  |
| 2    | Ben Youssef Meité (24) | 9,97  |
| 3    | Ronnie Baker (10)      | 10,01 |
| 4    | Justin Gatlin (17)     | 10,04 |
| 5    | Isiah Young (12)       | 10,10 |
| 6    | Akani Simbine (20)     | 10,10 |
| 7    | Asafa Powell ( )       | 10,11 |
| 8    | Adam Gemili ( )        | 10,13 |
| 9    | Alex Willson ( )       | 20,80 |

| Pos. | Atleta                  | Marca |
| ---- | ----------------------- | ----- |
| 1    | Isaac Makwala (13)      | 43,95 |
| 2    | Gil Roberts ( )         | 44,54 |
| 3    | Vernon Norwood (19)     | 45,01 |
| 4    | Pavel Maslak ( )        | 45,67 |
| 5    | Kevin Borlée ( )        | 45,77 |
| 6    | Liemarvin Bonevacia ( ) | 46,31 |
| 7    | Pieter Conradie ( )     | 46,45 |
| 8    | Steven Gardiner (16)    | -     |

| Pos. | Atleta                  | Marca   |
| ---- | ----------------------- | ------- |
| 1    | Timothy Chreruiyot (25) | 3:33,93 |
| 2    | Silas Kiplagat (15)     | 3:34,26 |
| 3    | Elijah Manangoi (30)    | 3:34,65 |
| 4    | Asbel Kiprop ( )        | 3:34,77 |
| 5    | Charles Simotwo (10)    | 3:34,93 |
| 6    | Vincent Kibet (15)      | 3;34,96 |
| 7    | Jake Wightman (8)       | 3:35,25 |
| 8    | Jakub Holusa ( )        | 3:35,81 |
| 9    | Marcin Lewandowkski (9) | 3:36,02 |
| 10   | Sadik Mikhou (7)        | 3:36,04 |
| 11   | Bethwell Birgen (7)     | 3:38,87 |
| 12   | Filip Ingebrigtsen (15) | 3:41,36 |

| Pos. | Atleta                | Marca    |
| ---- | --------------------- | -------- |
| 1    | Mo Farah (8)          | 13:06,05 |
| 2    | Muktar Edris (19)     | 13:06,09 |
| 3    | Yomif Kejelcha (19)   | 13:06,18 |
| 4    | Selemon Barega (7)    | 13:07,35 |
| 5    | Mohammed Ahmed ( )    | 13:10,26 |
| 6    | Yenew Alamirew (6)    | 13:13,08 |
| 7    | Albert Rop (8)        | 13:14,31 |
| 8    | Ben True (6)          | 13:17,62 |
| 9    | Birhanu Legese ( )    | 13:24,89 |
| 10   | Ronald Kwemoi (15)    | 13:55,56 |
| -    | Paul Chelimo ( )      | DQ       |
| -    | Collins Cheboi ( )    | DNF      |
| -    | Cornelius Kangogo ( ) | DNF      |
| -    | Adel Mechaal ( )      | DNF      |

| Pos. | Atleta                | Marca |
| ---- | --------------------- | ----- |
| 1    | Kyron McMaster ( )    | 48,07 |
| 2    | Karsten Warholm (16)  | 48,22 |
| 3    | Kariem Hussein ( )    | 48,45 |
| 4    | Kerron Clement (14)   | 49,20 |
| 5    | Yasmani Copello (19)  | 49,23 |
| 6    | Jack Green ()         | 49,41 |
| 7    | L J. van Zyl (10)     | 49.92 |
| 8    | Bershawn Jackson (11) | 50,02 |

| Pos. | Atleta                  | Marca |
| ---- | ----------------------- | ----- |
| 1    | Mutaz Essa Barshim (40) | 2,36  |
| 2    | Majed Aldin Ghazal (18) | 2,31  |
| 3    | Bohdan Bondarenko (14)  | 2,31  |
| 4    | Robbie Grabarz (23)     | 2,24  |
| 5    | Michael Mason (11)      | 2,24  |
| 6    | Andriy Protsenko (19)   | 2,24  |
| 7    | Sylwester Bednarek ( )  | 2,20  |
| 8    | Tom Gale ( )            | 2,20  |
| 9    | Mateusz Przybylko (8)   | 2,20  |
| 9    | Donald Thomas (14)      | 2,20  |
| 11   | Luis Castro Rivera (9)  | 2,20  |
| 12   | Gianmarco Tamberi (9)   | 2,16  |

| Pos. | Atleta                      | Marca |
| ---- | --------------------------- | ----- |
| 1    | Sam Kendricks (32)          | 5,87  |
| 2    | Piotr Lisek (23)            | 5,80  |
| 2    | Paweł Wojciechowski (21)    | 5,80  |
| 4    | Kurtis Marschall (8)        | 5,73  |
| 5    | Shawn Barber (25)           | 5,63  |
| 6    | Kévin Menaldo (16)          | 5,63  |
| 7    | Konstantinos Filippidis (7) | 5,48  |
| 8    | Dominik Alberto ( )         | 5,48  |
| 9    | Germán Chiaraviglio ( )     | 5,48  |
| 10   | Stanley Joseph ( )          | 5,33  |
| 11   | Jan Kudlicka ( )            | 5,33  |
| -    | Renaud Lavillenie (31)      | NM    |

| Pos. | Atleta                     | Marca |
| ---- | -------------------------- | ----- |
| 1    | Luvo Manyonga (16)         | 8,49  |
| 2    | Ruswahl Samaii (26)        | 8,31  |
| 3    | Jarrion Lawson (15)        | 8,12  |
| 4    | Michel Tornéus (11)        | 8,09  |
| 5    | Fabrice Lapierre (11)      | 7,94  |
| 6    | Emiliano Lasa (11)         | 7,79  |
| 7    | Michael Hartfield (8)      | 7,67  |
| 8    | Benjamin Gföhler (8)       | 7,49  |
| 9    | Godfrey Khotso Mokoena (9) | 7,13  |

| \| Pos. \| Atleta \| Marca \| \| ---- \| -------------------- \| ----- \| \| 1 \| Jakub Vadlejch (25) \| 88,50 \| \| 2 \| Thomas Röhler (30) \| 86,59 \| \| 3 \| Tero Pitkämäki (14) \| 86,57 \| \| 4 \| Johannes Vetter (28) \| 86,15 \| \| 5 \| Keshorn Walcott (10) \| 85,11 \| \| 6 \| Magnus Kirt ( ) \| 84,73 \| \| 7 \| Neeraj Chopra (6) \| 83,80 \| \| 8 \| Ahmed Magour (9) \| 83,73 \| |                      |       |
| Pos. | Atleta               | Marca |
| 1 | Jakub Vadlejch (25)  | 88,50 |
| 2 | Thomas Röhler (30)   | 86,59 |
| 3 | Tero Pitkämäki (14)  | 86,57 |
| 4 | Johannes Vetter (28) | 86,15 |
| 5 | Keshorn Walcott (10) | 85,11 |
| 6 | Magnus Kirt ( )      | 84,73 |
| 7 | Neeraj Chopra (6)    | 83,80 |
| 8 | Ahmed Magour (9)     | 83,73 |

##### Femenino
| Pos. | Atleta                  | Marca |
| ---- | ----------------------- | ----- |
| 1    | Shaunae Miller-Uibo ( ) | 21,88 |
| 2    | Elaine Thompson (14)    | 22,00 |
| 3    | Marie-Josée Ta Lou (24) | 22,09 |
| 4    | Dafne Schippers (28)    | 22,36 |
| 5    | Kyra Jefferson (13)     | 22,61 |
| 6    | Mujinga Kambundji ( )   | 22,71 |
| 7    | Simone Facey (11)       | 22,80 |
| 8    | Crystal Emmanuel ( )    | 23,94 |

| Pos. | Atleta                  | Marca   |
| ---- | ----------------------- | ------- |
| 1    | Caster Semenya (32)     | 1:55,84 |
| 2    | Francine Niyonsaba (36) | 1:56,71 |
| 3    | Margaret Wambui (20)    | 1:56,87 |
| 4    | Habitam Alemu ( )       | 1:57,05 |
| 5    | Sifan Hassan (10)       | 1:57,12 |
| 6    | Charlene Lipsey (11)    | 1:57,99 |
| 7    | Melissa Bishop (16)     | 1:58,30 |
| 8    | Selina Büchel ( )       | 1:59,83 |
| 9    | Eunice Sum (12)         | 2:04,31 |
| -    | Sanne Verstegen ( )     | DNF     |

| Pos. | Atleta                  | Marca   |
| ---- | ----------------------- | ------- |
| 1    | Ruth Jebet (11)         | 8:55,29 |
| 2    | Beatrice Chepkoech (15) | 8:59,84 |
| 3    | Norah Jeruto (15)       | 9:05,31 |
| 4    | Emma Coburn (8)         | 9:14,81 |
| 5    | Hyvin Kiyeng (15)       | 9:14,93 |
| 6    | Gesa Krause (10)        | 9:15,85 |
| 7    | Sofia Assefa (10)       | 9:16,45 |
| 8    | Celliphine Chespol (11) | 9:17,56 |
| 9    | Etenesh Diro ( )        | 9:20,94 |
| 10   | Fabienne Schlumpf (7)   | 9:28,80 |
| 11   | Purity Kirui (9)        | 9:40,89 |
| -    | Ann Gathoni ( )         | DNF     |
| -    | Fadwa Sidi Madane (5)   | DNF     |
| -    | Caroline Tuigong (6)    | DNF     |

| Pos. | Atleta                 | Marca |
| ---- | ---------------------- | ----- |
| 1    | Sally Pearson (11)     | 12,55 |
| 2    | Sharika Nelvis (31)    | 12,55 |
| 3    | Christina Manning (21) | 12,67 |
| 4    | Danielle Williams ( )  | 12,73 |
| 5    | Alina Talay ( )        | 12,80 |
| 6    | Dawn Harper-Nelson ( ) | 12,93 |
| 7    | Jasmin Stowers (18)    | 12,95 |
| 8    | Kristi Castlin (14)    | 13,03 |

| Pos. | Atleta                      | Marca |
| ---- | --------------------------- | ----- |
| 1    | Olga Rypakova (20)          | 14,55 |
| 2    | Yulimar Rojas (17)          | 14,52 |
| 3    | Caterine Ibargüen (31)      | 14,48 |
| 4    | Kimberly Williams (24)      | 14,41 |
| 5    | Hanna Knyazheva-Minenko (5) | 13,99 |
| 6    | Patricia Mamona (14)        | 13,85 |
| 7    | Anna Jagaciak ( )           | 13,79 |
| 8    | Elena Panturoiu (4)         | 13,35 |

| Pos. | Atleta                 | Marca |
| ---- | ---------------------- | ----- |
| 1    | Gong Lijiao (24)       | 19,60 |
| 2    | Anita Márton (25)      | 18,54 |
| 3    | Yuliya Leantsiuk (16)  | 18,47 |
| 4    | Michelle Carter (14)   | 18,27 |
| 5    | Daniela Bunch (14)     | 18,20 |
| 6    | Aliona Dubitskaya (15) | 18,02 |
| 7    | Cleopatra Borel ( )    | 17,85 |
| 8    | Brittany Smith (7)     | 16,13 |

| \| Pos. \| Atleta \| Marca \| \| ---- \| ------------------------- \| ----- \| \| 1 \| Barbora Špotáková (28) \| 65,54 \| \| 2 \| Kelsey-Lee Roberts (9) \| 64,53 \| \| 3 \| Sara Kolak (21) \| 64,47 \| \| 4 \| Tatsiana Khaladovich (18) \| 62,89 \| \| 5 \| Martina Ratej (13) \| 62,77 \| \| 6 \| Madara Palameika ( ) \| 62,60 \| \| 7 \| Kara Winger (9) \| 62,01 \| \| 8 \| Elizabeth Gleadle (10) \| 59,06 \| \| 9 \| Géraldine Rucksthul ( ) \| 52,08 \| |                           |       |
| Pos. | Atleta                    | Marca |
| 1 | Barbora Špotáková (28)    | 65,54 |
| 2 | Kelsey-Lee Roberts (9)    | 64,53 |
| 3 | Sara Kolak (21)           | 64,47 |
| 4 | Tatsiana Khaladovich (18) | 62,89 |
| 5 | Martina Ratej (13)        | 62,77 |
| 6 | Madara Palameika ( )      | 62,60 |
| 7 | Kara Winger (9)           | 62,01 |
| 8 | Elizabeth Gleadle (10)    | 59,06 |
| 9 | Géraldine Rucksthul ( )   | 52,08 |

#### Finales en Bruselas

##### Masculino
| Pos. | Atleta                       | Marca |
| ---- | ---------------------------- | ----- |
| 1    | Noah Lyles ( )               | 20,00 |
| 2    | Ameer Webb (38)              | 20,01 |
| 3    | Ramil Guliyev (16)           | 20,02 |
| 4    | Aaron Brown (13)             | 20,17 |
| 5    | Christophe Lemaitre ( )      | 20,21 |
| 6    | Zharnel Hughes (10)          | 20,27 |
| 7    | Nethaneel Mitchell-Blake ( ) | 20,33 |
| 8    | Rasheed Dwyer (11)           | 20,67 |

| Pos. | Atleta                  | Marca   |
| ---- | ----------------------- | ------- |
| 1    | Nijel Amos (32)         | 1:44,53 |
| 2    | Marcin Lewandowski (12) | 1:44,77 |
| 3    | Adam Kszczot (21)       | 1:44,84 |
| 4    | Kipyegon Bett (29)      | 1:45,21 |
| 5    | Ferguson Rotich (16)    | 1:45,25 |
| 6    | Alfred Kipketer ( )     | 1:46,27 |
| 7    | Elliot Giles ( )        | 1:47,03 |
| 8    | Asbel Kiprop ( )        | 1:49,85 |
|      | Bram Som ( )            | DNF     |

| Pos. | Atleta                | Marca |
| ---- | --------------------- | ----- |
| 1    | Sergey Shubenkov (29) | 13,14 |
| 2    | Orlando Ortega (26)   | 13,17 |
| 3    | Aries Merritt (27)    | 13,20 |
| 4    | Devon Allen (11)      | 13,24 |
| 5    | Ronald Levy ( )       | 13,41 |
| 6    | Garfield Darien (11)  | 13,42 |
| 7    | Milan Trajkovic (14)  | 13,47 |
| 8    | Shane Brathwaite (12) | 13,49 |

| Pos. | Atleta                    | Marca   |
| ---- | ------------------------- | ------- |
| 1    | Conseslus Kipruto (8)     | 8:04,73 |
| 2    | Soufiane El Bakkali (23)  | 8:04,83 |
| 3    | Evan Jager (8)            | 8:11,71 |
| 4    | Stanley Kebenei (6)       | 8:11,93 |
| 5    | Nicholas Bett (6)         | 8:12,20 |
| 6    | Benjamin Kigen (5)        | 8:13,06 |
| 7    | Amos Kirui (15)           | 8:18,32 |
| 8    | Yemane Haileselassie (11) | 8:19,19 |
| 9    | Jairus Birech (20)        | 8:25,58 |
| 10   | Andrew Bayer (8)          | 8:26,15 |
| 11   | Abraham Kibiwott (6)      | 8:33,76 |
| 12   | Sebastián Martos ( )      | 8:44,23 |
|      | John Koech ( )            | DNF     |
|      | Haron Lagat ( )           | DNF     |

| Pos. | Atleta                   | Marca |
| ---- | ------------------------ | ----- |
| 1    | Christian Taylor (31)    | 17,49 |
| 2    | Will Claye (20)          | 17,35 |
| 3    | Pedro Pichardo (13)      | 17,32 |
| 4    | Troy Doris ( )           | 16,64 |
| 5    | Alexis Copello (20)      | 16,55 |
| 6    | Chris Benard ( )         | 16,37 |
| 7    | Jean-Marc Pontvianne (8) | 16,36 |
| 8    | Omar Craddock ( )        | 15,89 |

| Pos. | Atleta                 | Marca |
| ---- | ---------------------- | ----- |
| 1    | Darrell Hill (12)      | 22,44 |
| 2    | Ryan Crouser (31)      | 22,37 |
| 3    | Joe Kovacs (8)         | 21,62 |
| 4    | David Storl (13)       | 21,47 |
| 5    | Tomáš Staněk (12)      | 21,39 |
| 6    | Tom Walsh (22)         | 21,38 |
| 7    | O'Dayne Richards (7)   | 21,07 |
| 8    | Konrad Bukowiecki (10) | 20,54 |

| \| Pos. \| Atleta \| Marca \| \| ---- \| ---------------------- \| ----- \| \| 1 \| Andrius Gudzius (15) \| 68,16 \| \| 2 \| Fedrick Dacres (22) \| 66,31 \| \| 3 \| Piotr Małachowski (12) \| 65,73 \| \| 4 \| Philip Milanov (25) \| 64,76 \| \| 5 \| Christoph Harting (9) \| 64,55 \| \| 6 \| Robert Urbanek (8) \| 64,20 \| \| 7 \| Daniel Ståhl (29) \| 64,18 \| \| 8 \| Robert Harting (8) \| 63,96 \| |                        |       |
| Pos. | Atleta                 | Marca |
| 1 | Andrius Gudzius (15)   | 68,16 |
| 2 | Fedrick Dacres (22)    | 66,31 |
| 3 | Piotr Małachowski (12) | 65,73 |
| 4 | Philip Milanov (25)    | 64,76 |
| 5 | Christoph Harting (9)  | 64,55 |
| 6 | Robert Urbanek (8)     | 64,20 |
| 7 | Daniel Ståhl (29)      | 64,18 |
| 8 | Robert Harting (8)     | 63,96 |

##### Femenino
| Pos. | Atleta                  | Marca |
| ---- | ----------------------- | ----- |
| 1    | Elaine Thompson (14)    | 10,92 |
| 2    | Marie-Josée Ta Lou (24) | 10,93 |
| 3    | Blessing Okagbare ( )   | 11,07 |
| 4    | Michelle-Lee Ahye ( )   | 11,07 |
| 5    | Tianna Bartoletta ( )   | 11,14 |
| 6    | Morolake Akinosun ( )   | 11,15 |
| 7    | Jura Levy ( )           | 11,17 |
| 8    | Christania Williams ( ) | 11,35 |

| Pos. | Atleta                      | Marca |
| ---- | --------------------------- | ----- |
| 1    | Shaunae Miller-Uibo (16)    | 49,46 |
| 2    | Salwa Eid Naser ( )         | 49,88 |
| 3    | Courtney Okolo (23)         | 50,91 |
| 4    | Natasha Hastings (25)       | 50,98 |
| 5    | Shericka Jackson (17)       | 51,16 |
| 6    | Novlene Williams-Mills (34) | 51,27 |
| 7    | Stephanie Ann McPherson ( ) | 51,72 |
| 8    | Lydia Jele ( )              | 53,11 |

| Pos. | Atleta                 | Marca   |
| ---- | ---------------------- | ------- |
| 1    | Faith Kipyegon (15)    | 3:57,04 |
| 2    | Sifan Hassan (16)      | 3:57,22 |
| 3    | Winny Chebet (23)      | 4:00,18 |
| 4    | Gudaf Tsegay (15)      | 4:00,36 |
| 5    | Meraf Bahta (9)        | 4:00,49 |
| 6    | Jennifer Simpson ( )   | 4:00,70 |
| 7    | Laura Weightman (9)    | 4:00,71 |
| 8    | Angelika Cichocka (27) | 4:02,77 |
| 9    | Besu Sado (8)          | 4:03,83 |
| 10   | Rababe Arafi (22)      | 4:07,22 |
| 11   | Malika Akkaoui (8)     | 4:10,76 |
| 12   | Dawit Seyaum (15)      | 4:12,92 |
|      | Jennifer Meadows ( )   | DNF     |
|      | Emily Tuei (8)         | DNF     |

| Pos. | Atleta                   | Marca    |
| ---- | ------------------------ | -------- |
| 1    | Hellen Obiri (29)        | 14:25,88 |
| 2    | Caroline Kipkirui ( )    | 14:27,55 |
| 3    | Senbere Teferi (7)       | 14:32,03 |
| 4    | Margaret Kimpkemboi (13) | 14:32,82 |
| 5    | Beatrice Chepkoech (7)   | 14:39,33 |
| 6    | Lilian Rengeruk (7)      | 14:41,61 |
| 7    | Letesenbet Gidey (12)    | 14:42,74 |
| 8    | Eilish McColgan (9)      | 14:48,49 |
| 9    | Susan Krumins ( )        | 14:51,25 |
| 10   | Agnes Tirop (10)         | 14:52,39 |
| 11   | Etenesh Diro ( )         | 15:07,69 |
|      | Genevieve Lacaze ( )     | DNF      |
|      | Tamara Tverdostup ( )    | DNF      |
|      | Sofia Assefa ( )         | DNS      |

| Pos. | Atleta               | Marca |
| ---- | -------------------- | ----- |
| 1    | Dalilah Muhammad (3) | 53,89 |
| 2    | Zuzana Hejnová (25)  | 53,93 |
| 3    | Ahsley Spencer (16)  | 54,92 |
| 4    | Eilidh Doyle (17)    | 55,04 |
| 5    | Sara Petersen (15)   | 55,54 |
| 6    | Janieve Russell (3)  | 55,60 |
| 7    | Léa Sprunger (2)     | 55,98 |
| 8    | Wenda Nel (1)        | 56,30 |

| Pos. | Atleta                 | Marca |
| ---- | ---------------------- | ----- |
| 1    | Mariya Lasitskene (48) | 2,01  |
| 2    | Yuliya Levchenko (18)  | 1,94  |
| 3    | Michaela Hrubá (5)     | 1,88  |
| 4    | Nafissatou Thiam ( )   | 1,88  |
| 5    | Kamila Licwinko (28)   | 1,88  |
| 6    | Sofie Skoog (17)       | 1,84  |
| 7    | Levern Spencer ( )     | 1,84  |
| 8    | Mirela Demireva (10)   | 1,84  |
| 8    | Morgan Lake (12)       | 1,84  |
| 10   | Oksana Okuneva (6)     | 1,84  |
| 11   | Erika Kinsey (14)      | 1,80  |
| 12   | Alessia Trost (16)     | 1,80  |

| Pos. | Atleta                  | Marca |
| ---- | ----------------------- | ----- |
| 1    | Katerina Stefanidi (32) | 4,85  |
| 2    | Sandi Morris (20)       | 4,75  |
| 3    | Alysha Newman ( )       | 4,75  |
| 4    | Katie Nageotte (8)      | 4,65  |
| 5    | Nicole Büchler (17)     | 4,65  |
| 6    | Holly Bradshaw (17)     | 4,55  |
| 7    | Lisa Ryzih (18)         | 4,55  |
| 8    | Michaela Meijer (15)    | 4,55  |
| 9    | Yarisley Silva (34)     | 4,55  |
| 10   | Mary Saxer ( )          | 4,45  |
| 10   | Anzhelika Sidorova (17) | 4,45  |
| 12   | Fanny Smets ( )         | 4,45  |

| Pos. | Atleta                  | Marca |
| ---- | ----------------------- | ----- |
| 1    | Ivana Španović (15)     | 6,70  |
| 2    | Lorraine Ugen (16)      | 6,65  |
| 3    | Shakeela Saunders (9)   | 6,64  |
| 4    | Tianna Bartoletta (29)  | 6,63  |
| 5    | Brittney Reese (8)      | 6,61  |
| 6    | Shara Proctor (9)       | 6,50  |
| 7    | Daria Klíshina (17)     | 6,49  |
| 8    | Claudia Salman-Rath (7) | 6,21  |

| Pos. | Atleta                    | Marca |
| ---- | ------------------------- | ----- |
| 1    | Sandra Perković (31)      | 68,82 |
| 2    | Dani Stevens (12)         | 65,85 |
| 3    | Denia Caballero (23)      | 64,61 |
| 4    | Nadine Müller (18)        | 62,85 |
| 5    | Mélina Robert-Michon (13) | 62,49 |
| 6    | Whitney Ashley (4)        | 62,14 |
| 7    | Yaimé Pérez (25)          | 61,45 |
| 8    | Julia Harting (8)         | 59,89 |

## Resultados completos
| Liga de Diamante 2017 - Resultados completos de reuniones clasificatorias | Liga de Diamante 2017 - Resultados completos de reuniones clasificatorias | Liga de Diamante 2017 - Resultados completos de reuniones clasificatorias | Liga de Diamante 2017 - Resultados completos de reuniones clasificatorias | Liga de Diamante 2017 - Resultados completos de reuniones clasificatorias | Liga de Diamante 2017 - Resultados completos de reuniones clasificatorias | Liga de Diamante 2017 - Resultados completos de reuniones clasificatorias | Liga de Diamante 2017 - Resultados completos de reuniones clasificatorias | Liga de Diamante 2017 - Resultados completos de reuniones clasificatorias | Liga de Diamante 2017 - Resultados completos de reuniones clasificatorias | Liga de Diamante 2017 - Resultados completos de reuniones clasificatorias | Liga de Diamante 2017 - Resultados completos de reuniones clasificatorias | Liga de Diamante 2017 - Resultados completos de reuniones clasificatorias | Liga de Diamante 2017 - Resultados completos de reuniones clasificatorias |
| Doha Archivado el 13 de mayo de 2017 en Wayback Machine.                  | Shanghái Archivado el 13 de mayo de 2017 en Wayback Machine.              | Eugene                                                                    | Roma                                                                      | Oslo                                                                      | Estocolmo Archivado el 12 de julio de 2017 en Wayback Machine.            | París Archivado el 8 de julio de 2017 en Wayback Machine.                 | Lausana Archivado el 12 de agosto de 2017 en Wayback Machine.             | Londres                                                                   | Rabat                                                                     | Mónaco Archivado el 3 de septiembre de 2017 en Wayback Machine.           | Birmingham                                                                |                                                                           |                                                                           |
| ------------------------------------------------------------------------- | ------------------------------------------------------------------------- | ------------------------------------------------------------------------- | ------------------------------------------------------------------------- | ------------------------------------------------------------------------- | ------------------------------------------------------------------------- | ------------------------------------------------------------------------- | ------------------------------------------------------------------------- | ------------------------------------------------------------------------- | ------------------------------------------------------------------------- | ------------------------------------------------------------------------- | ------------------------------------------------------------------------- | ------------------------------------------------------------------------- | ------------------------------------------------------------------------- |

| Liga de Diamante 2017 - Resultados completos de las finales  | Liga de Diamante 2017 - Resultados completos de las finales        | Liga de Diamante 2017 - Resultados completos de las finales | Liga de Diamante 2017 - Resultados completos de las finales | Liga de Diamante 2017 - Resultados completos de las finales | Liga de Diamante 2017 - Resultados completos de las finales | Liga de Diamante 2017 - Resultados completos de las finales | Liga de Diamante 2017 - Resultados completos de las finales | Liga de Diamante 2017 - Resultados completos de las finales | Liga de Diamante 2017 - Resultados completos de las finales | Liga de Diamante 2017 - Resultados completos de las finales | Liga de Diamante 2017 - Resultados completos de las finales | Liga de Diamante 2017 - Resultados completos de las finales | Liga de Diamante 2017 - Resultados completos de las finales |
| Zúrich Archivado el 28 de agosto de 2017 en Wayback Machine. | Bruselas Archivado el 18 de septiembre de 2017 en Wayback Machine. |                                                             |                                                             |                                                             |                                                             |                                                             |                                                             |                                                             |                                                             |                                                             |                                                             |                                                             |                                                             |
| ------------------------------------------------------------ | ------------------------------------------------------------------ | ----------------------------------------------------------- | ----------------------------------------------------------- | ----------------------------------------------------------- | ----------------------------------------------------------- | ----------------------------------------------------------- | ----------------------------------------------------------- | ----------------------------------------------------------- | ----------------------------------------------------------- | ----------------------------------------------------------- | ----------------------------------------------------------- | ----------------------------------------------------------- | ----------------------------------------------------------- |